# Patrick Olivelle
Patrick Olivelle là một nhà Ấn Độ học. Một nhà triết học và học giả văn học tiếng Phạn, với nhiều tác phẩm tập trung nghiên cứu việc tu khổ hạnh, xả bỏ và pháp, Olivelle là Giáo sư tiếng Phạn và Ấn Độ giáo tại Khoa Nghiên cứu châu Á tại Đại học Texas, Austin kể từ năm 1991.
Olivelle sinh ra ở Sri Lanka. Ông nhận bằng Cử nhân (Danh dự) năm 1972 tại Đại học Oxford, nơi ông theo học tiếng Phạn, Pali và Tôn giáo Ấn Độ với Thomas Burrow và RC Zaehner. Ông nhận bằng Tiến sĩ từ Đại học Pennsylvania năm 1974 với luận án có ấn bản phê bình và bản dịch Yatidharmaprakasa của Yadava Prakasa dưới sự giám sát của Giáo sư Ludo Rocher. Từ năm 1974 đến năm 1991, Olivelle giảng dạy tại Khoa Nghiên cứu Tôn giáo tại Đại học Indiana, Bloomington.